# IES Ramon Llull
L'IES Ramon Llull és un institut d'educació secundària de Palma. Està situat a l'avinguda de Portugal 2, a la plaça de l'Institut, popularment coneguda com a Plaça des Tub d'ençà de la transformació i col·locació d'una controvertida escultura en forma de tub l'any 1983. Les obres de construcció de l'edifici començaren el 1912 i fou inaugurat l'any 1916.
Actualment està dividit en 3 parts: l'institut pròpiament dit, l'Escola Superior de Disseny de les Illes Balears i un edifici propietat de la Universitat de les Illes Balears (UIB), que rep el nom d'edifici de sa Riera, pel fet que es troba adjacent al torrent de la Riera.

## Història
L'actual Institut Ramon Llull ha estat des del seu naixement íntimament lligat a la història de la Cultura i de l'Educació a l'illa de Mallorca. L'edifici va donar acollida a l'antic Institut Balear, centre d'ensenyament fundat el 1836 per una comissió de la Societat Econòmica Mallorquina d'Amics del País. Instal·lat primer a l'Estudi General Lul·lià, el 1837 fou traslladat a l'edifici de Monti-sion. Fou el primer centre de l'Estat espanyol on es realitzaven cursos de batxillerat pròpiament dits, abans, fins i tot, de la creació dels estudis de segon ensenyament, per la qual cosa és considerat com el primer institut fundat a Espanya.
L'Institut Balear, antecedent directe del IES Ramon Llull, depenia directament de la Diputació Provincial fins al 1886, any en què passà a dependre del Ministeri de Foment. El seu ensenyament era de caràcter progressista, amb fortes influències dels liceus francesos, i fou el centre triat per la burgesia liberal per enviar a estudiar els seus fills. En fou director durant molts anys Francesc Manuel de los Herreros (de 1848 fins a 1900), catedràtic de psicologia, president de la Societat d'Amics del País i administrador i col·laborador de l'Arxiduc Lluís Salvador d'Àustria.
L'Ajuntament de Palma va iniciar el 1907 un llarg procés per a la construcció dels edificis destinats als Centres d'Ensenyament Mitjà i Professional. L'any 1912 es va procedir a la construcció dels edificis: Institut General i Tècnic, l'Escola d'Arts Aplicades i Oficis Artístics, la Biblioteca Provincial i, separat per un ample carrer, l'Escola Normal, amb la qual cosa, l'edifici de l'IES Ramon llull forma part d'una unitat formal arquitectònica.
Segons consta a un document de l'IES Ramon Llull, el director Bartomeu Bosch, notifica al Governador civil el 1936 (just després de l'Aixecament Nacional), l'acord del claustre de l'Institut Balear, on es decideix donar el nom de Ramon Llull al centre, per tal de desvincular-se dels trets liberals que fins aleshores havia tingut.

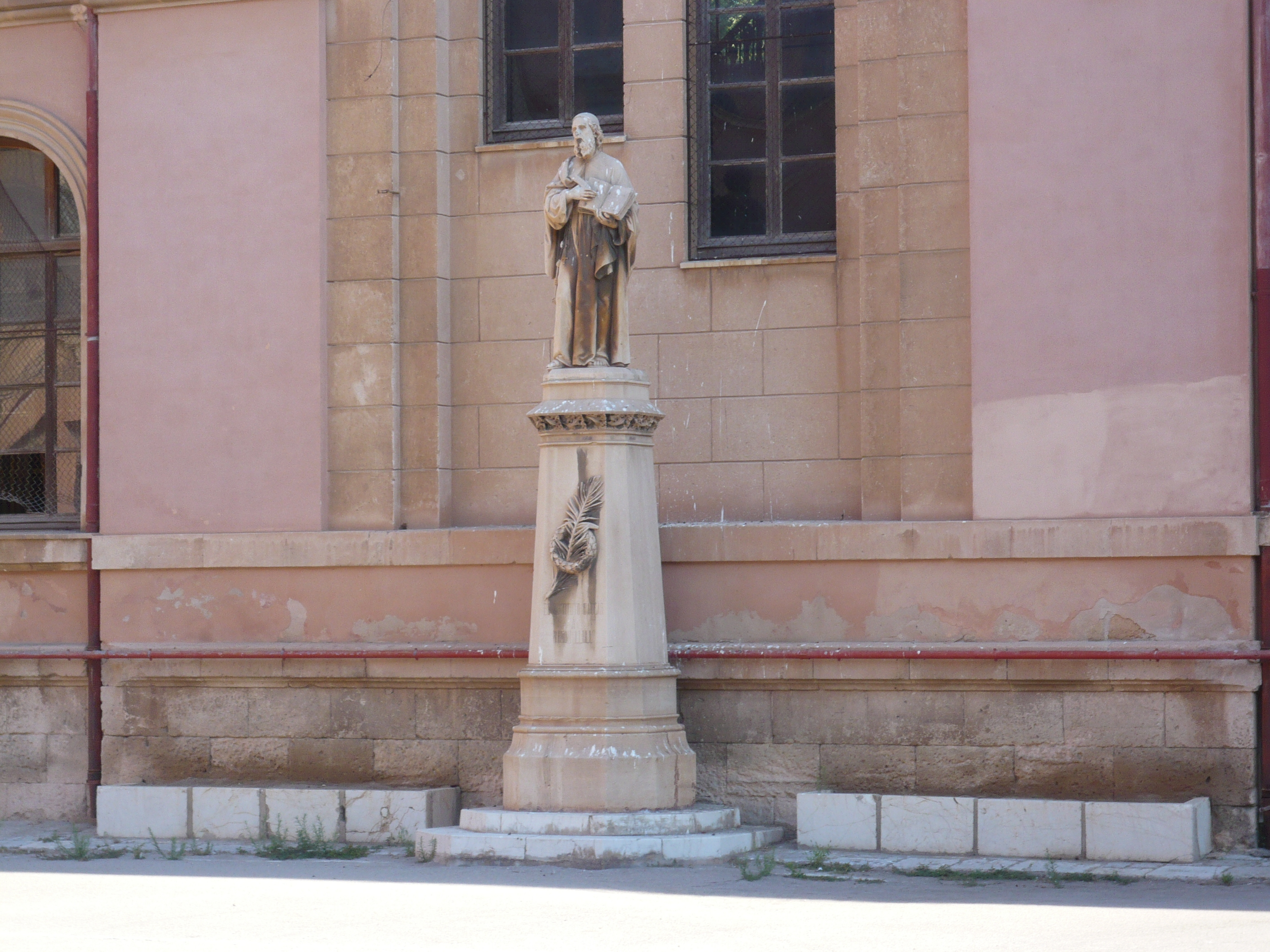
Estàtua de Ramon Llull. Pati.

## L'Edifici

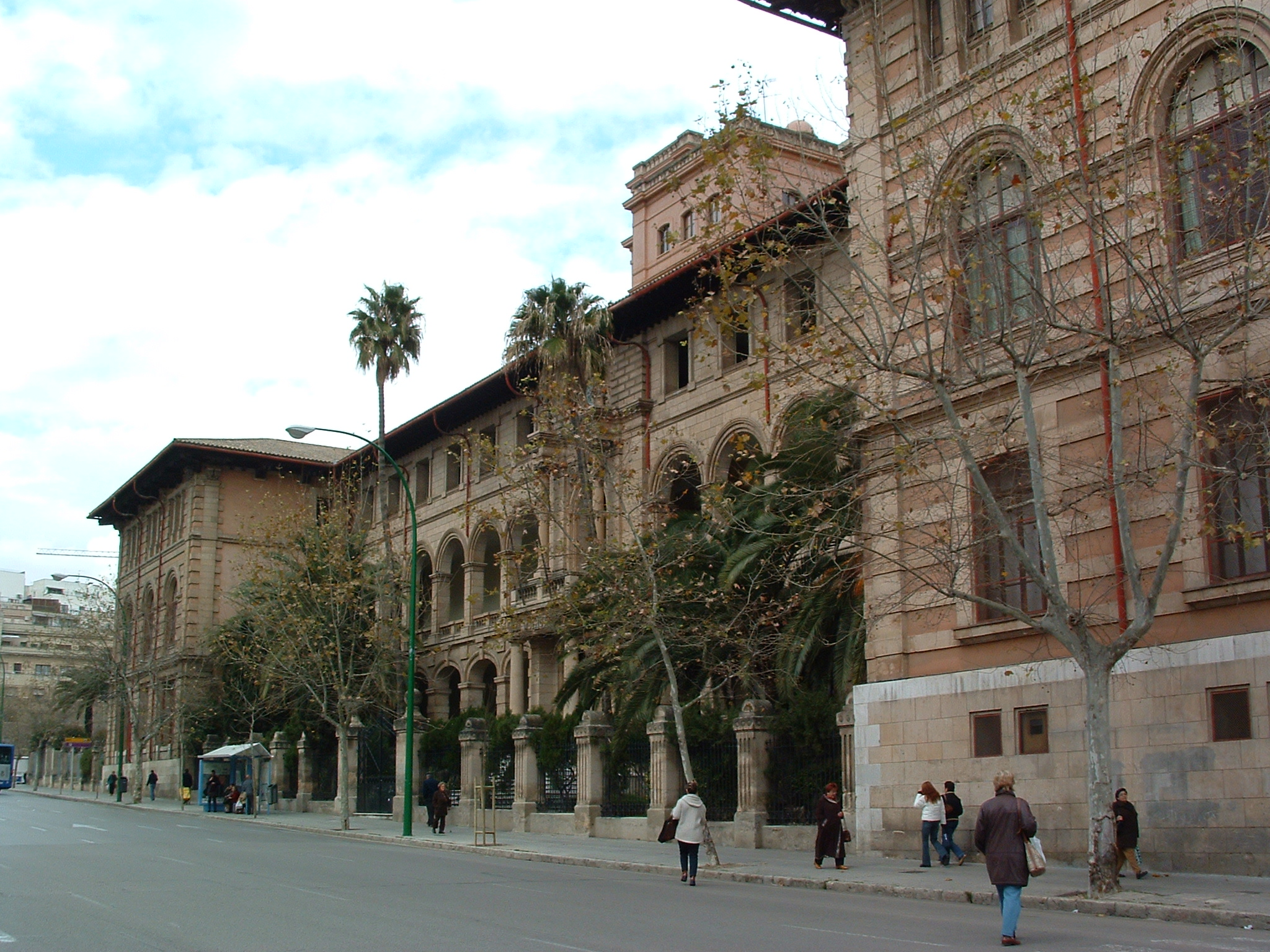
L'IES Ramon Llull

Va ser projectat l'any 1912 per l'arquitecte madrileny Tomás Gómez Acebo. Fou construït entre 1912 i 1916 sota la direcció dels arquitectes mallorquins Josep Alomar Bose i Jaume Alenyar i Ginard(L'acta de finalització de les obres data del 15 de maig de 1916).
Estilísticament és el resultat d'una barreja d'influències: renaixentistes, barroques i regionalistes, motiu pel qual s'inclou en el corrent eclecticista. Es tracta d'una construcció de planta rectangular amb predomini de la forma longitudinal, i amb una divisió en tres pisos d'alçada, essent el central la part del pis noble.
Amb relació a la disposició dels materials es fa de manera diversa: carreus encoixinats a l'estil renaixentista al tercer pis, on trobem també finestres tripartites d'estil modernista.

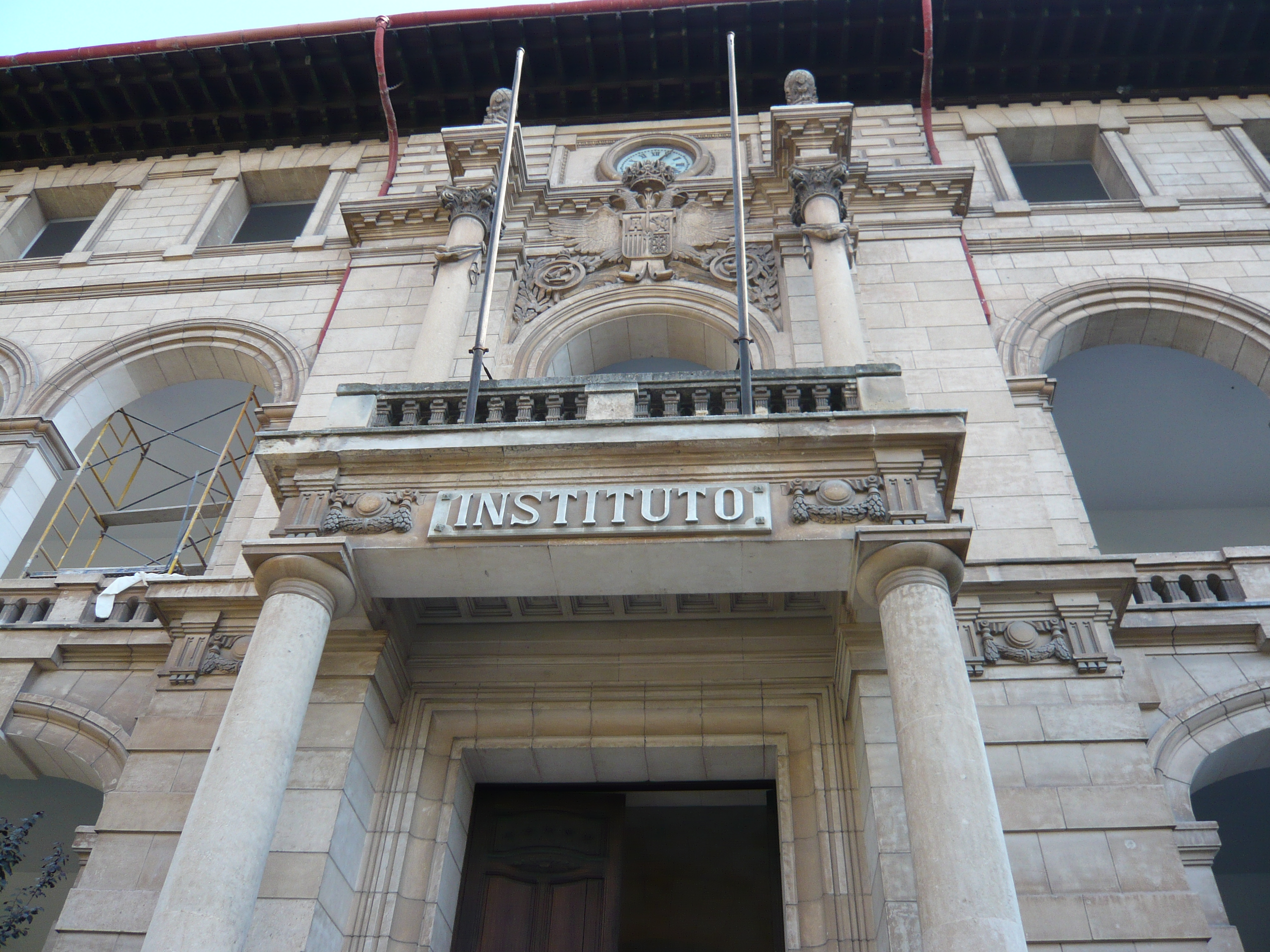
Cos central

El frontispici que dona a les Avingudes està format per dos cossos laterals que sobresurten del cos central en retrocés, d'ampli predomini horitzontal. Aquesta disposició dona sensació de moviment i de profunditat, al mateix temps que el dota d'una aparença escenogràfica, accentuada pel desnivell de l'esca, la i la bellesa de les zones ajardinades d'ambdós costats, que recorden algunes construccions del barroc.

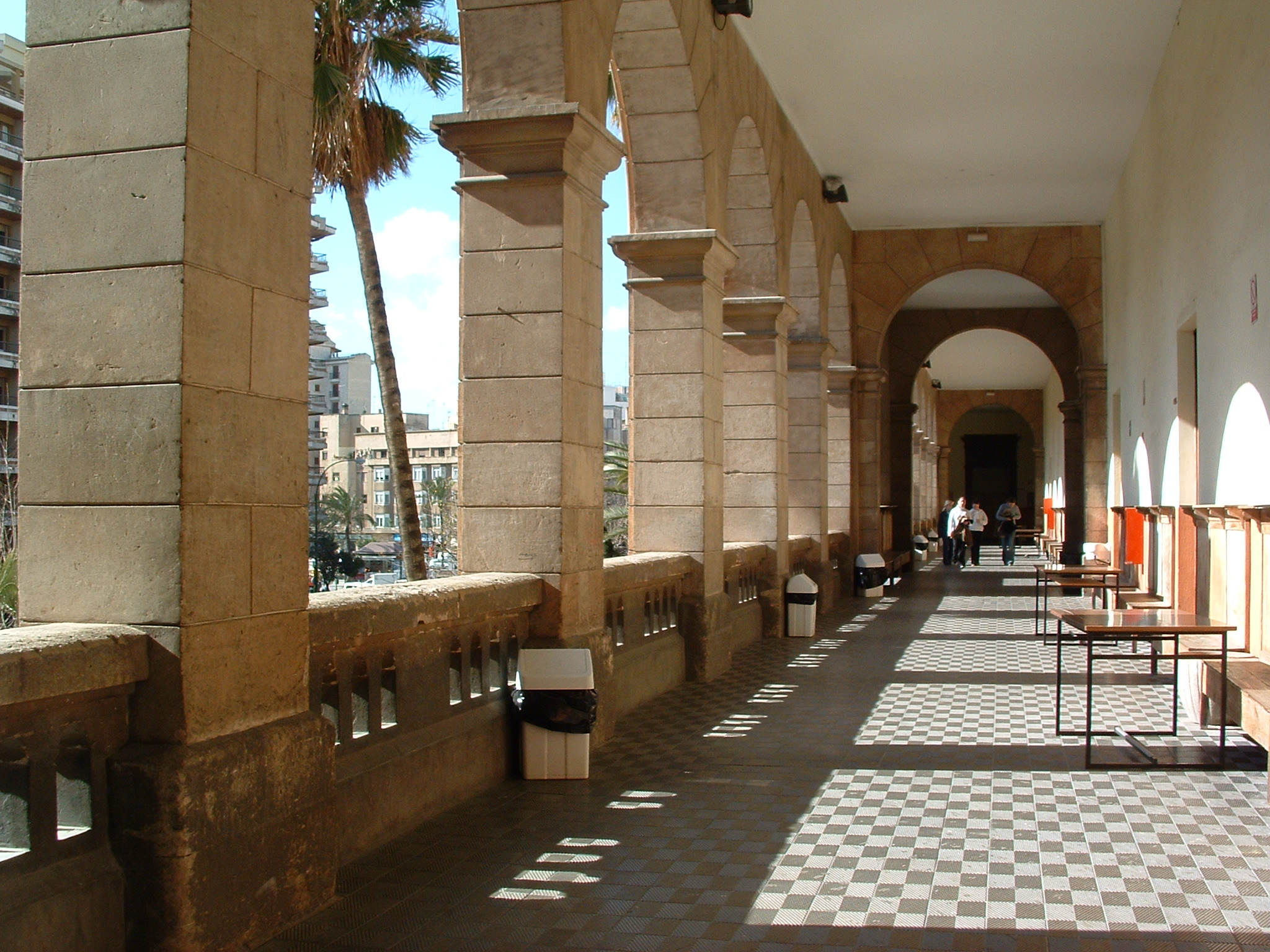
Galeria

Especial interès per la seva personalitat renaixentista és la galeria porxada del primer pis, formada per arcs de mig punt que descansen sobre pilars.
Des del punt de vista decoratiu hi ha una gran diversitat d'elements emprats lliurement i sense estar subjectes a un estil concret, com arquitraus clàssics amb garlandes, escuts circulars i concaus, columnes clàssiques amb el fust decorat amb drapejats, elements vegetals, arquitectònics i humans.

## Directors
| Anys        | Directors                |
| ----------- | ------------------------ |
| 1936 - 1955 | Bartomeu Bosch Sansó     |
| 1955 - 1959 | Josep Font Trias         |
| 1959 - 1962 | Alejandro Onsalo Orilla  |
| 1962 - 1964 | Joan Galmés Gomila       |
| 1964 - 1965 | Manuel Vilaplana Persiva |
| 1965 - 1975 | Bernat Suau Caldés       |
| 1975 - 1979 | Pere Cerdà Martín        |
| 1979 - 1980 | Antoni Vicens Castañer   |
| 1980 - 1989 | Josep Lluís Pla García   |
| 1989 - 1991 | Gabriel Ferrer Amengual  |
| 1991 - 1998 | Eusebi Riera Guilera     |
| 1998 - 1999 | Biel Fiol                |
| 1999 - 2003 | Llucia Llompart Morro    |
| 2003 - 2014 | Emili Gené Vila          |
| Des de 2014 | Josep Fillol Sendra      |

## Fills i Filles Il·lustres

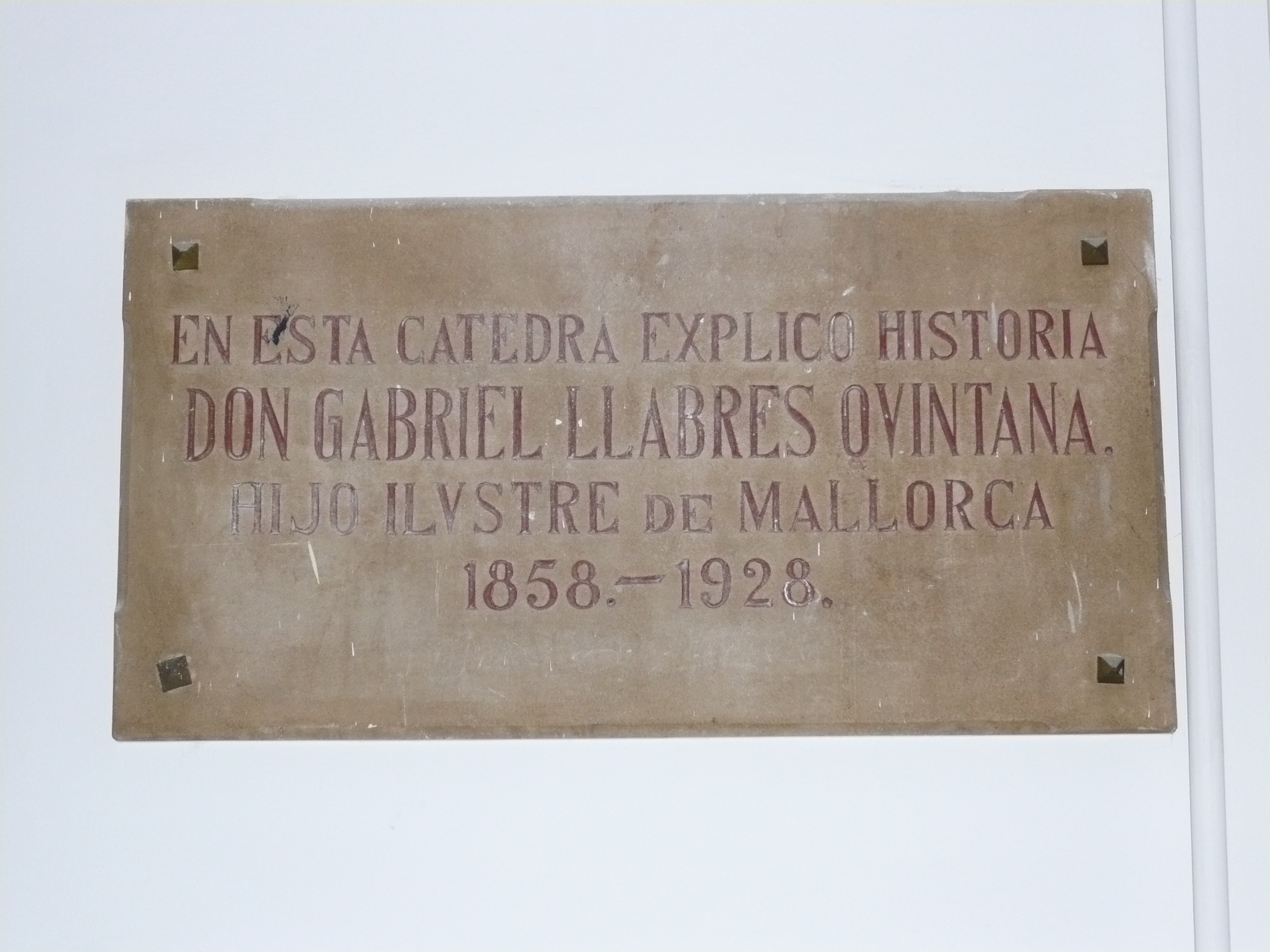
Fill Il·lustre

El fet que durant pràcticament un segle fos l'únic centre en el qual es podien cursar estudis a Mallorca va propiciar que en ell es formessin totes aquelles persones que més tard destacarien a l'illa o a l'estat.
Primer com a Institut Balear i després com a Institut Ramon Llull (encara que separats per sexes, ja que les dones que estudiaven ho feien a l'actual IES Joan Alcover) destaquen com alumnes i/o professors: Marià Aguiló, Joan Alcover i Maspons, Gabriel Alomar, Gabriel Llabrés Ovintana, Miquel Costa i Llobera, Eusebi Estada, Bartomeu Ferrà i Perelló, Guillem Fortesa, Antoni Maura i Montaner, Gabriel Maura, Faust Morell, Mateu Obrador, Bartomeu Rosselló-Pòrcel, Miquel dels Sants Oliver, Cèlia Vinyas Olivella, Francesc de Borja Moll i Casasnovas, Sebastià Trias Mercant, Joan Quetglas i Veny, entre d'altres.

## Ensenyaments
Actualment a l'IES Ramon Llull, s'imparteixen estudis d'Educació Secundària Obligatòria (ESO); d'Educació Postobligatòria (Batxillerat), un Cicle Formatiu de Grau Mitja (Atenció a persones en grau de dependencia),dos Cicles Formatius de Grau Superior (Animació Sociocultural i Integració Social) i Formació Professional Bàsica (Títol Professional Bàsic en Informàtica d'Oficina).